# Mouzens (Tarn)
Mouzens è un comune francese di 133 abitanti situato nel dipartimento del Tarn nella regione dell'Occitania.

## Società

### Evoluzione demografica
Abitanti censiti